# Policajt na útěku
Policajt na útěku (v originále Wanted Man) je americký akční film z roku 2024, který režíroval a hrál v něm Dolph Lundgren, který také napsal scénář spolu s Michaelem Worthem.
Film byl vydán společností Quiver Distribution v vybraných kinech a na video na vyžádání ve Spojených státech 19. ledna 2024.

## Obsazení
- Dolph Lundgren jako detektiv Travis Johansen
- Christina Villa jako Rosa
- Kelsey Grammer jako Brynner
- Michael Paré jako Tinelli
- Roger Cross jako Hernandez
- Aaron McPherson jako Hilts